# Radek Bejbl
Radek Bejbl (Nymburk, 29 d'agost de 1972) és un futbolista txec, ja retirat, que jugava de migcampista.
Bejbl va començar a l'Slavia de Praga, on va debutar el 1990. A l'equip capitalí va romandre sis anys, en els quals va jugar 154 partits i va marcar fins a 28 gols. Eixes bones xifres van fer que equips potents europeus es fixaren en ell. Va passar a l'Atlètic de Madrid, on també va poder gaudir de minuts. En els quatre anys que hi va estar, va jugar més d'un centenar de partits, tot i que les seues xifres golejadores van minvar.
Després de la seua marxa de l'Atlético, la carrera de Bejbl va començar a decaure, tot jugant en clubs menors com el Lens francés, de nou l'Slavia de Praga i el Rapid de Viena austríac. Finalment, retorna de nou al seu país, a les files de l'Slovan Liberec, on penja les botes a les acaballes de la campanya 2007/2008.
Bejbl va ser 58 vegades internacional amb la selecció txeca de futbol, i va marcar tres gols. Va formar part del combinat del seu país que va ser finalista a l'Eurocopa d'Anglaterra de 1996. També va participar en l'Eurocopa de Bèlgica i els Països Baixos, el 2000.